# Mārtiņš Roze
Mārtiņš Roze (ur. 28 września 1964 w Rydze, zm. 8 września 2012 w Lipawie) – łotewski polityk, w latach 2002–2009 minister rolnictwa, wiceprzewodniczący Łotewskiego Związku Rolników (LZS), deputowany.

## Życiorys
Ukończył szkołę średnią w Lipawie, następnie zaś studiował na wydziale biologii Uniwersytetu Łotwy (1982–1987), uzyskując kwalifikacje nauczyciela biologii i chemii. Przez cztery lata w ramach aspirantury kształcił się w instytucie genetyki w Odessie, gdzie zajmował się badaniami wpływu pochodzącej z Łotwy pszenicy na jakość chleba. W 1997 uzyskał magisterium z dziedziny nauk politycznych na macierzystej uczelni. W 1994 rozpoczął pracę w Ministerstwie Rolnictwa, kierował różnymi jednostkami tego resortu, w tym w 1997 stanął na czele departamentu zajmującego się integracją z Unią Europejską i relacjami zagranicznymi.
Od 1996 działał w Łotewskim Związku Rolników, w 2003 objął funkcję pierwszego wiceprzewodniczącego ugrupowania. W 2002 został rekomendowany przez Związek Zielonych i Rolników na urząd ministra rolnictwa, który sprawował od listopada tegoż roku do marca 2009 w gabinetach Einarsa Repšego, Indulisa Emsisa, Aigarsa Kalvītisa i Ivarsa Godmanisa. W październiku 2006 został wybrany z listy ZZS do Sejmu IX kadencji – mandat wykonywał przez dłuższy czas po odejściu z rządu. Bez powodzenia ubiegał się o ponowny wybór w wyborach z października 2010.
Mārtiņš Roze był żonaty, miał dwoje dzieci.